# 常の山日出男
常の山 日出男（つねのやま ひでお、1946年8月7日 - ）は、岡山県児島郡（現在の倉敷市）出身で出羽海部屋所属の元大相撲力士。本名は鈴木 日出夫（すずき ひでお）。身長172cm、体重100kg。最高位は西十両12枚目（1978年5月場所）。得意技は左四つ、小股掬い。年寄・10代出羽海（元関脇・鷲羽山佳和）の兄で常ノ山勝正の甥である(従って平成の元前頭・常の山勝正の義理の従兄弟にも当たる)。

## 来歴
クリーニング業の三男として生まれ、子供の頃から運動万能で、児島市立味野中学校では柔道と砲丸投げの選手だった。しかし、自分の腕一本で生きようと決めて中学校卒業後の1962年3月下旬に出羽海部屋へ入門した。しかし、体格に恵まれていなかったこともあって、2年半も新弟子検査に合格できず、部屋でちゃんこ番をして過ごす日が続いた。
1964年9月場所にようやく初土俵。序ノ口で優勝し、幕下までは初土俵から2年で昇進するなど出世が早かったが、体格が小柄だったこともあって、そこで10年以上足踏みし、弟の鷲羽山佳和に出世では追い抜かされた。弟が3年で幕下を通過してしまうとその後抜き返すことは一度も叶わなかった。弟の入門に際しては、角界の悪習に染まってしまうことを懸念して強く反対していたが、弟が「それなら春日野部屋に入る」と言って折れないためついに根負けした。
1978年5月場所、初土俵から13年あまりでようやく新十両、けがで十両に落ちていた鷲羽山と共に戦後初の兄弟同時関取となった。十両昇進時、ちばてつやの相撲漫画『のたり松太郎』の主人公・荒駒と相棒の駒田中の化粧まわしを贈呈されている。初っ切り、相撲甚句の名人と言われ出羽海部屋の料理長も務めていた。1979年9月場所限りで引退。引退後は大阪の料亭で修行を積み、岡山県岡山市で相撲料理店「ちゃんこ常の山」を経営した。

## 主な成績
- 通算成績：332勝300敗14休  勝率.525
- 十両成績：7勝23敗  勝率.233
- 現役在位：91場所
- 十両在位：2場所
- 各段優勝
  - 序ノ口優勝：1回（1964年11月場所）

### 場所別成績
| | 一月場所 初場所（東京） | 三月場所 春場所（大阪） | 五月場所 夏場所（東京） | 七月場所 名古屋場所（愛知） | 九月場所 秋場所（東京） | 十一月場所 九州場所（福岡） |
| --- | ----------------------- | ----------------------- | ----------------------- | --------------------------- | ----------------------- | --------------------------- |
| 1964年 （昭和39年） | x                       | x                       | x                       | x                           | （前相撲）              | 東序ノ口23枚目 優勝 7–0     |
| 1965年 （昭和40年） | 西序二段30枚目 5–2      | 西三段目82枚目 4–3      | 東三段目62枚目 3–4      | 東三段目73枚目 4–3          | 西三段目53枚目 4–3      | 東三段目32枚目 3–4          |
| 1966年 （昭和41年） | 東三段目43枚目 3–4      | 東三段目50枚目 4–3      | 東三段目38枚目 3–4      | 西三段目43枚目 4–3          | 東三段目20枚目 6–1      | 西幕下76枚目 5–2            |
| 1967年 （昭和42年） | 東幕下59枚目 3–4        | 西幕下63枚目 4–3        | 東三段目筆頭 4–3        | 東幕下46枚目 3–4            | 東幕下56枚目 3–4        | 西三段目筆頭 6–1            |
| 1968年 （昭和43年） | 西幕下34枚目 4–3        | 西幕下25枚目 1–6        | 西幕下47枚目 5–2        | 西幕下35枚目 3–4            | 西幕下44枚目 3–4        | 西幕下51枚目 4–3            |
| 1969年 （昭和44年） | 西幕下45枚目 3–4        | 東幕下52枚目 6–1        | 西幕下27枚目 3–4        | 東幕下31枚目 5–2            | 西幕下15枚目 3–4        | 東幕下21枚目 3–4            |
| 1970年 （昭和45年） | 西幕下26枚目 2–4        | 西幕下35枚目 4–3        | 西幕下30枚目 2–5        | 東幕下47枚目 4–3            | 西幕下38枚目 4–3        | 東幕下31枚目 3–4            |
| 1971年 （昭和46年） | 東幕下38枚目 4–3        | 東幕下30枚目 1–6        | 東幕下59枚目 休場 0–0–7 | 東三段目35枚目 6–1          | 西幕下56枚目 5–2        | 東幕下32枚目 4–3            |
| 1972年 （昭和47年） | 西幕下26枚目 5–2        | 東幕下14枚目 3–4        | 東幕下19枚目 5–2        | 西幕下9枚目 3–4             | 西幕下14枚目 2–5        | 西幕下28枚目 3–4            |
| 1973年 （昭和48年） | 東幕下36枚目 4–3        | 東幕下32枚目 3–4        | 東幕下39枚目 4–3        | 東幕下33枚目 5–2            | 西幕下19枚目 6–1        | 西幕下4枚目 2–6             |
| 1974年 （昭和49年） | 東幕下20枚目 3–4        | 東幕下26枚目 5–2        | 東幕下13枚目 4–3        | 西幕下9枚目 1–6             | 東幕下29枚目 4–3        | 東幕下23枚目 5–2            |
| 1975年 （昭和50年） | 西幕下11枚目 5–2        | 東幕下5枚目 1–6         | 東幕下25枚目 3–4        | 東幕下33枚目 4–3            | 西幕下24枚目 4–3        | 東幕下18枚目 3–4            |
| 1976年 （昭和51年） | 西幕下24枚目 4–3        | 東幕下18枚目 2–5        | 西幕下32枚目 6–1        | 西幕下12枚目 5–2            | 東幕下4枚目 2–5         | 東幕下20枚目 3–4            |
| 1977年 （昭和52年） | 東幕下31枚目 3–4        | 西幕下38枚目 5–2        | 西幕下19枚目 4–3        | 東幕下13枚目 6–1            | 東幕下3枚目 1–6         | 東幕下28枚目 5–2            |
| 1978年 （昭和53年） | 東幕下15枚目 5–2        | 東幕下5枚目 5–2         | 西十両12枚目 5–10       | 西幕下4枚目 6–1             | 東十両13枚目 2–13       | 東幕下15枚目 2–5            |
| 1979年 （昭和54年） | 東幕下35枚目 5–2        | 西幕下18枚目 5–2        | 西幕下6枚目 2–5         | 西幕下21枚目 2–5            | 西幕下43枚目 引退 0–0–7 | x                           |
| 各欄の数字は、「勝ち-負け-休場」を示す。 優勝 引退 休場 十両 幕下 三賞：敢=敢闘賞、殊=殊勲賞、技=技能賞 その他：★=金星 番付階級：幕内 - 十両 - 幕下 - 三段目 - 序二段 - 序ノ口 幕内序列：横綱 - 大関 - 関脇 - 小結 - 前頭（「#数字」は各位内の序列） |                         |                         |                         |                             |                         |                             |

## 改名歴
- 鈴木（すずき）1964年9月場所
- 出羽嵐 日出男（でわあらし ひでお）1964年11月場所 - 1978年3月場所
- 常の山 日出男（つねのやま ひでお）1978年5月場所 - 1979年9月場所